# Juan Carlos Ventin Camprubi
Juan Carlos Ventin Camprubi – hiszpański (do roku 2004 i od roku 2013) oraz argentyński (w latach 2005–2012) brydżysta, World International Master (WBF), European Master (EBL).

## Wyniki brydżowe

### Olimpiady
Na olimpiadach uzyskał następujące rezultaty:
| Olimpiady brydżowe. Zawody teamów | Olimpiady brydżowe. Zawody teamów | Olimpiady brydżowe. Zawody teamów | Olimpiady brydżowe. Zawody teamów | Olimpiady brydżowe. Zawody teamów | Olimpiady brydżowe. Zawody teamów |
| Rok                               | Miejsce                           | Zawody                            | Kategoria                         | Drużyna                           | Pozycja                           |
| --------------------------------- | --------------------------------- | --------------------------------- | --------------------------------- | --------------------------------- | --------------------------------- |
| 1992                              | Salsomaggiore                     | 9. Olimpiada Teamów               | Open                              | Spain                             | 23                                |
| 1980                              | Valkenburg                        | 6. Olimpiada Teamów               | Open                              | Spain                             | 37                                |

### Zawody światowe
W światowych zawodach zdobył następujące lokaty:
| Mistrzostwa Świata. Konkurencja teamów | Mistrzostwa Świata. Konkurencja teamów | Mistrzostwa Świata. Konkurencja teamów          | Mistrzostwa Świata. Konkurencja teamów | Mistrzostwa Świata. Konkurencja teamów | Mistrzostwa Świata. Konkurencja teamów |
| Rok                                    | Miejsce                                | Zawody                                          | Kategoria                              | Drużyna                                | Pozycja                                |
| -------------------------------------- | -------------------------------------- | ----------------------------------------------- | -------------------------------------- | -------------------------------------- | -------------------------------------- |
| 2014                                   | Sanya                                  | 14. Seria Mistrzostw Świata                     | Open                                   | Ventin                                 | 3                                      |
| 2012                                   | Lille                                  | 5. Otwarte Mistrzostwa Świata Teamów Mikstowych | Miksty                                 | Ventin                                 | 5                                      |
| 2011                                   | Veldhoven                              | 40. Mistrzostwa Świata Teamów                   | Trans                                  | Wrang                                  | 109                                    |
| 2010                                   | Filadelfia                             | 13. Seria Mistrzostw Świata                     | Open                                   | Pinot Noir                             | 33                                     |
| 2009                                   | São Paulo                              | 39. Mistrzostwa Świata Teamów                   | Trans                                  | Ventin                                 | 26                                     |
| 2009                                   | São Paulo                              | 39. Mistrzostwa Świata Teamów                   | Open                                   | Argentina                              | 9                                      |
| 2009                                   | Santiago                               | 59. Mistrzostwa CSB                             | Open                                   | Argentina                              | 2                                      |
| 2007                                   | Szanghaj                               | 38. Mistrzostwa Świata Teamów                   | Trans                                  | Ventin                                 | 27                                     |
| 2006                                   | Werona                                 | 12. Mistrzostwa Świata                          | Open                                   | Pont                                   | 33                                     |
| 2005                                   | Estoril                                | 37. Mistrzostwa Świata Teamów                   | Trans                                  | Pont                                   | 25                                     |
| 2003                                   | Monte Carlo                            | 36. Mistrzostwa Świata Teamów                   | Open                                   | Spain                                  | 15                                     |
| 2001                                   | Paryż                                  | 35. Mistrzostwa Świata Teamów                   | Trans                                  | Ventin                                 | 8                                      |
| 1994                                   | Albuquerque                            | 9. Mistrzostwa Świata                           | Open                                   | Moratalla                              | 33                                     |

| Mistrzostwa Świata. Konkurencja par | Mistrzostwa Świata. Konkurencja par | Mistrzostwa Świata. Konkurencja par | Mistrzostwa Świata. Konkurencja par | Mistrzostwa Świata. Konkurencja par | Mistrzostwa Świata. Konkurencja par |
| Rok                                 | Miejsce                             | Zawody                              | Kategoria                           | Partner                             | Pozycja                             |
| ----------------------------------- | ----------------------------------- | ----------------------------------- | ----------------------------------- | ----------------------------------- | ----------------------------------- |
| 2010                                | Filadelfia                          | 13. Mistrzostwa Świata              | Open IMP                            | Danièle Gaviard                     | 10                                  |
| 2010                                | Filadelfia                          | 13. Mistrzostwa Świata              | Open                                | Danièle Gaviard                     | 100                                 |
| 2006                                | Werona                              | 12. Mistrzostwa Świata              | Miksty                              | Danièle Gaviard                     | 8                                   |

### Zawody europejskie
W europejskich zawodach zdobył następujące lokaty:
| Zawody europejskie. Konkurencja teamów | Zawody europejskie. Konkurencja teamów | Zawody europejskie. Konkurencja teamów   | Zawody europejskie. Konkurencja teamów | Zawody europejskie. Konkurencja teamów | Zawody europejskie. Konkurencja teamów |
| Rok                                    | Miejsce                                | Zawody                                   | Kategoria                              | Drużyna                                | Pozycja                                |
| -------------------------------------- | -------------------------------------- | ---------------------------------------- | -------------------------------------- | -------------------------------------- | -------------------------------------- |
| 2013                                   | Ostenda                                | 6. Otwarte Mistrzostwa Europy            | Open                                   | Ventin                                 | 9                                      |
| 2012                                   | Ejlat                                  | 11. Puchar Europy                        | Open                                   | BK Lavec–Smile                         | 7                                      |
| 2009                                   | San Remo                               | 4. Otwarte Mistrzostwa Europy            | Open                                   | Pauncz                                 | 36                                     |
| 2009                                   | San Remo                               | 4. Otwarte Mistrzostwa Europy            | Miksty                                 | Ventin                                 | 33                                     |
| 2007                                   | Antalya                                | 3. Otwarte Mistrzostwa Europy            | Open                                   | Pont                                   | 5                                      |
| 2007                                   | Antalya                                | 3. Otwarte Mistrzostwa Europy            | Miksty                                 | Ventin                                 | 3                                      |
| 2005                                   | Teneryfa                               | 2. Otwarte Mistrzostwa Europy            | Miksty                                 | Ventin                                 | 17                                     |
| 2005                                   | Teneryfa                               | 2. Otwarte Mistrzostwa Europy            | Open                                   | Pont                                   | 17                                     |
| 2004                                   | Barcelona                              | 3. Puchar Europy                         | Open                                   | BHB-Spain                              | 9                                      |
| 2003                                   | Mentona                                | 1. Otwarte Mistrzostwa Europy            | Miksty                                 | Adnirall                               | 96                                     |
| 2002                                   | Salsomaggiore                          | 46. Mistrzostwa Europy Teamów            | Open                                   | Spain                                  | 2                                      |
| 1994                                   | Barcelona                              | 3. Mistrzostwa Europy Mikstów            | Miksty                                 | Hontoria                               | 67                                     |
| 1989                                   | Turku                                  | 39. Mistrzostwa Europy Teamów            | Open                                   | Spain                                  | 20                                     |
| 1987                                   | Brighton                               | 38. Mistrzostwa Europy Teamów            | Open                                   | Spain                                  | 15                                     |
| 1982                                   | Salsomaggiore                          | 8. Młodzieżowe Mistrzostwa Europy Teamów | Juniorzy                               | Spain                                  | 6                                      |
| 1980                                   | Kefar ha-Makkabbi                      | 7. Młodzieżowe Mistrzostwa Europy Teamów | Juniorzy                               | Spain                                  | 2                                      |

| Zawody europejskie. Konkurencja par | Zawody europejskie. Konkurencja par | Zawody europejskie. Konkurencja par | Zawody europejskie. Konkurencja par | Zawody europejskie. Konkurencja par | Zawody europejskie. Konkurencja par |
| Rok                                 | Miejsce                             | Zawody                              | Kategoria                           | Partner                             | Pozycja                             |
| ----------------------------------- | ----------------------------------- | ----------------------------------- | ----------------------------------- | ----------------------------------- | ----------------------------------- |
| 2013                                | Ostenda                             | 6. Otwarte Mistrzostwa Europy       | Miksty                              | Marion Michielsen                   | 78                                  |
| 2007                                | Antalya                             | 3. Otwarte Mistrzostwa Europy       | Miksty                              | Danièle Gaviard                     | 35                                  |
| 2005                                | Teneryfa                            | 2. Otwarte Mistrzostwa Europy       | Open                                | Danièle Gaviard                     | 26                                  |
| 1997                                | Haga                                | 9. Mistrzostwa Europy Par           | Open                                | Juan Pont                           | 23                                  |
| 1996                                | Monte Carlo                         | 4. Mistrzostwa Europy Mikstów       | Mikst                               | Ana Vilella Rahn                    | 110                                 |
| 1989                                | Salsomaggiore                       | 5. Mistrzostwa Europy Par           | Open                                | Manuel Escude                       | 42                                  |
| 1987                                | Paryż                               | 4. Mistrzostwa Europy Par           | Open                                | Jose Manuel Peidro                  | 17                                  |

## Klasyfikacja
- Juan Carlos Ventin Camprubi – klasyfikacja WBF (ang.)
- Juan Carlos Ventin Camprubi – klasyfikacja EBL (ang.)